# حلقة تجريبية (ريك ومورتي)
حلقة تجريبية (بالإنجليزية: Pilot) هي الحلقة الأولى من المسلسل الرسوم المتحركة التلفزيوني الكوميدي الأمريكي ريك ومورتي. تم عرض الحلقة لأول مرة في برنامج أدلت سويم في 2 كانون الأول 2013. من تأليف مؤلفي السلسلة دان هارمون وجستن رويلاند، وإخراج جاستن رويلاند. يقدم المسلسل أبطالاً، عالم الكحول ريك سانشيز وحفيده المراهق البريء مورتي سميث، بينما يشرعون في مغامرة خطيرة متعددة الأبعاد لجلب بذور الأشجار الضخمة. تلقت الحلقة التجريبية استقبالاً متبايناً إلى إيجابي وشاهده حوالي 1.1 مليون مشاهد عند البث.

## الحبكة
يثبت ريك أنه كان له تأثير سيء على حفيده مورتي عندما اكتشف أن مورتي قد فاته فصلاً دراسياً من المدرسة في الوقت الذي قضاه في مغامرات مع ريك. يأخذ ريك مورتي إلى بُعد آخر، يُعرف باسم Dimension 35-C, والذي يتمتع بالظروف المثالية لزراعة «الأشجار الضخمة» التي تحمل "Mega Fruit" التي تحمل "Mega Seeds"، وهو ما يتطلبه ريك لأبحاثه. من أجل تجاوز العادات بين المجرات، يخفي مورتي بذور الشجرة الضخمة في شرجه، ولكن عندما ينفجر غطاءها، يهرب ريك ومورتي أثناء الانخراط في تبادل لإطلاق النار مع الحشرات الغريبة البيروقراطية. في النهاية، تُستخدم البذور لجعل مورتي ذكياً للغاية لفترة وجيزة، مما جعل والديه يعتقدان أنه على ما يرام مع تعليمه والسماح لريك بالبقاء. لكن طاقة البذور تهدر مع تلوي مورتي من التأثيرات اللاحقة حيث يخبر ريك حفيده أنهم بحاجة إلى العودة والحصول على المزيد قبل الخوض في صخب لا معنى له بأنهم سيخوضون الكثير من المغامرات المجنونة.

## الاستقبال
زاك هاندلين من إيه. في. كلوب أعطى للحلقة تصنيف B + ، مشيراً إلى أنه «لا يُسمح لـ [المشاهد] أبداً أن ينسى الآثار المظلمة لطموحات ريك. مما يعني أنه لا تزال هناك مخاطر، مما يجعل النكات أكثر مرحاً ويجعل القصص ممتعة».
كان جايسون تبريس من ScreenRant إيجابياً بشكل عام في مراجعته للحلقة، حيث أقام مقارنات مع دكتور هو ودليل المسافر إلى المجرة، بعض إلهام الهرموني.

## وصلات خارجية
"حلقة تجريبية "على قاعدة بيانات الأفلام على الإنترنت
تصنيف:حلقات ريك ومورتي